# شيخة بنت حمد آل ثاني
الشيخة شيخه بنت حمد بن جاسم بن حمد آل ثاني (1999 - ) رئيس مؤسسة ساتوك الخيرية وصاحبة فكرة كأس العالم للأيتام وسفيرة النوايا الحسنة للفيدرالية العالمية لأصدقاء الأمم المتحدة هي شيخة قطرية من أم مصرية وهي من مواليد الولايات المتحدة الأمريكية، وتحمل ثلاث جنسيات: المصرية، القطرية والأمريكية، تقيم حالياً بالعاصمة البريطانية لندن وتدرس في مدرسة كوين قيت اسكول

## حياتها
الشيخة شيخة آل ثاني هي بنت الشيخ حمد بن جاسم بن حمد آل ثاني، وهو ابن عم الأمير السابق حمد بن خليفة آل ثاني وعم الأمير تميم بن حمد بن خيفة آل ثاني

## جوائر
فازت بجائزة الشيخ محمد بن راشد آل مكتوم للإبداع الرياضي بناء على دورها في الأعمال الخيرية التي تقوم بها المؤسسة برئاسة شيخة آل ثاني .

## وصلات خارجية
- Satuc - Charity by Sheikha Al Thani
- SATUC World Cup